# Liste der Einträge im National Register of Historic Places im Benton County (Minnesota)

Lage des Benton County in Minnesota

Die Liste der Einträge im National Register of Historic Places im Benton County in Minnesota führt alle Bauwerke und historischen Stätten im Benton County auf, die in das National Register of Historic Places aufgenommen wurden.

## Aktuelle Einträge
| [ 2 ] | Name                                   | Bild                                   | Eintragsdatum        | Lage                                                   | Ort         | Beschreibung                                                             |
| ----- | -------------------------------------- | -------------------------------------- | -------------------- | ------------------------------------------------------ | ----------- | ------------------------------------------------------------------------ |
| 1     | Church of Sts. Peter and Paul-Catholic | Church of Sts. Peter and Paul-Catholic | 1982 ID-Nr. 82002932 | State Street 45° 44′ 11,5″ N, 93° 56′ 43,3″ W          | Gilman      | 1930 im Beaux-Arts-Stil errichtete Kirche polnischer Einwanderer         |
| 2     | Cota Round Barns                       | Cota Round Barns                       | 1982 ID-Nr. 82002936 | County Highway 48 45° 34′ 44,3″ N, 93° 57′ 0,8″ W      | St. Cloud   | 1920–1923 errichtete Rundscheue                                          |
| 3     | Esselman Brothers General Store        | Esselman Brothers General Store        | 1982 ID-Nr. 82002933 | County Highways 1 und 13 45° 42′ 48″ N, 94° 6′ 38,5″ W | Rice        | 1897 errichteter Gemischtwarenladen                                      |
| 4     | Posch Site                             |                                        | 1973 ID-Nr. 73000964 | Adresse nicht veröffentlicht                           | Rice        | Archäologische Fundstätte                                                |
| 5     | Leonard Robinson House                 | Leonard Robinson House                 | 1982 ID-Nr. 82002935 | 202 2nd Avenue, South 45° 35′ 16,4″ N, 94° 9′ 46,9″ W  | Sauk Rapids | 1873 errichtetes steinernes Wohnhaus eines örtlichen Steinbruchbesitzers |

## Frühere Einträge
| [ 2 ] | Name                  | Bild | Eintragsdatum        | Lage                                               | Ort     | Beschreibung                                                       |
| ----- | --------------------- | ---- | -------------------- | -------------------------------------------------- | ------- | ------------------------------------------------------------------ |
| 1     | Ronneby Charcoal Kiln |      | 1982 ID-Nr. 82002934 | Abseits der MN 23 45° 40′ 32,2″ N, 93° 52′ 39,3″ W | Ronneby | 1901 errichteter Holzkohlemeiler; 2003 aus dem Register gestrichen |